# اچ‌دی ۱۳۰۹۱۷
اچ‌دی ۱۳۰۹۱۷ یک ستاره است که در صورت فلکی گاوران قرار دارد.